# Phengodes osculati
Phengodes osculati är en skalbaggsart som först beskrevs av Maximilian Spinola 1854.  Phengodes osculati ingår i släktet Phengodes och familjen Phengodidae. Inga underarter finns listade i Catalogue of Life.